# Рена
Рена (њем. Rehna) град је у њемачкој савезној држави Мекленбург-Западна Померанија. Једно је од 91 општинског средишта округа Нордвестмекленбург. Према процјени из 2010. у граду је живјело 3.026 становника. Посједује регионалну шифру (AGS) 13058084.

## Географски и демографски подаци
Рена се налази у савезној држави Мекленбург-Западна Померанија у округу Нордвестмекленбург. Град се налази на надморској висини од 24 метра. Површина општине износи 22,5 km². У самом граду је, према процјени из 2010. године, живјело 3.026 становника. Просјечна густина становништва износи 134 становника/km².